# 伊恩·埃德蒙兹
伊恩·埃德蒙兹（英語：Ian Edmunds，1961年8月25日—），澳大利亚男子赛艇运动员。他曾代表澳大利亚参加1984年夏季奥林匹克运动会赛艇比赛，获得男子八人单桨有舵手铜牌。